# Hush, ce que vous ne dites pas peut vous tuer...
 (mars 2024).
Si vous disposez d'ouvrages ou d'articles de référence ou si vous connaissez des sites web de qualité traitant du thème abordé ici, merci de compléter l'article en donnant les références utiles à sa vérifiabilité et en les liant à la section « Notes et références ».
Hush, ce que vous ne dites pas peut vous tuer... (Titre original : Hush) est un roman policier de Kate White (en), rédactrice en chef du magazine américain Cosmopolitan, paru aux États-Unis en 2010. 
Il a été traduit en français par Armelle Santamans et publié aux éditions Marabout, le 2 juin 2010. 

## Résumé
Lake Warren, consultante en marketing dans une clinique de traitement de la fertilité, voit sa vie basculer lorsqu'elle succombe au charme du Dr Keaton. En effet, au lendemain de leur première nuit, elle le retrouve mort, assassiné.
Engagée dans une procédure de divorce plutôt houleuse, elle ne peut rien révéler à la Police, de peur de perdre la garde de ses enfants. 
L'héroïne commence alors une dangereuse quête de la vérité dans laquelle sa vie semble à chaque instant menacée...

## L'auteur
Kate White (en) est la rédactrice en chef du Cosmopolitan américain. Elle a reçu en 2003 le Matrix Award 2003 de la presse magazine. En plus de sa série de polars consacrés à Bailey Weggins (à laquelle n'appartient pas Hush), saluée par les critiques aux États-Unis, elle est l'auteur de Blonde létale aux éditions Marabout, dans la collection Girls in the City.

## Critiques
Dès sa sortie aux États-Unis, ce thriller bénéficie de très bonnes critiques de la part de Vanity Fair et du New York Daily News.
Kate White utilise le procédé du page-turner pour tenir en haleine son lecteur. Il en résulte un suspense assez oppressant.
Ce polar rappelle par son style les romans policiers de Mary Higgins Clark.